# Башос
Башо́с (фр. Bachos, окс. Baishòs) — коммуна во Франции, находится в регионе Юг — Пиренеи. Департамент — Верхняя Гаронна. Входит в состав кантона Сен-Беа. Округ коммуны — Сен-Годенс.
Код INSEE коммуны — 31040.

## География
Коммуна расположена приблизительно в 680 км к югу от Парижа, в 105 км к юго-западу от Тулузы.
На востоке коммуны протекает река Пик. Более половины территории коммуны занимают леса.

## Климат
Климат умеренно-океанический. Зима мягкая и снежная, весна характеризуется сильными дождями и грозами, лето сухое и жаркое, осень солнечная. Преобладают сильные юго-восточные и северо-западные ветры.

## Население
Население коммуны на 2010 год составляло 27 человек.
| 1962 | 1968 | 1975 | 1982 | 1990 | 1999 | 2010 |
| ---- | ---- | ---- | ---- | ---- | ---- | ---- |
| 58   | 51   | 48   | 39   | 45   | 38   | 27   |

## Экономика
В 2010 году среди 17 человек трудоспособного возраста (15—64 лет) 12 были экономически активными, 5 — неактивными (показатель активности — 70,6 %, в 1999 году было 63,6 %). Из 12 активных жителей работали 10 человек (5 мужчин и 5 женщин), безработных было 2 (2 мужчин и 0 женщин). Среди 5 неактивных 1 человек был учеником или студентом, 2 — пенсионерами, 2 были неактивными по другим причинам.